# Ocado
Ocado Group plc mit Sitz in Hatfield bei London ist ein börsennotiertes Technologieunternehmen, das Soft- und Hardware sowie Logistikdienstleistungen für den Online-Lebensmitteleinzelhandel anbietet; ursprünglich wurde das Unternehmen im Jahr 2000 als Lebensmittel-Onlineshop gegründet. Der eigens betriebene Onlineshop unter dem Namen Ocado wurde 2019 in ein Joint Venture mit dem britischen Lebensmitteleinzelhändler Marks & Spencer eingebracht.

## Hintergrund

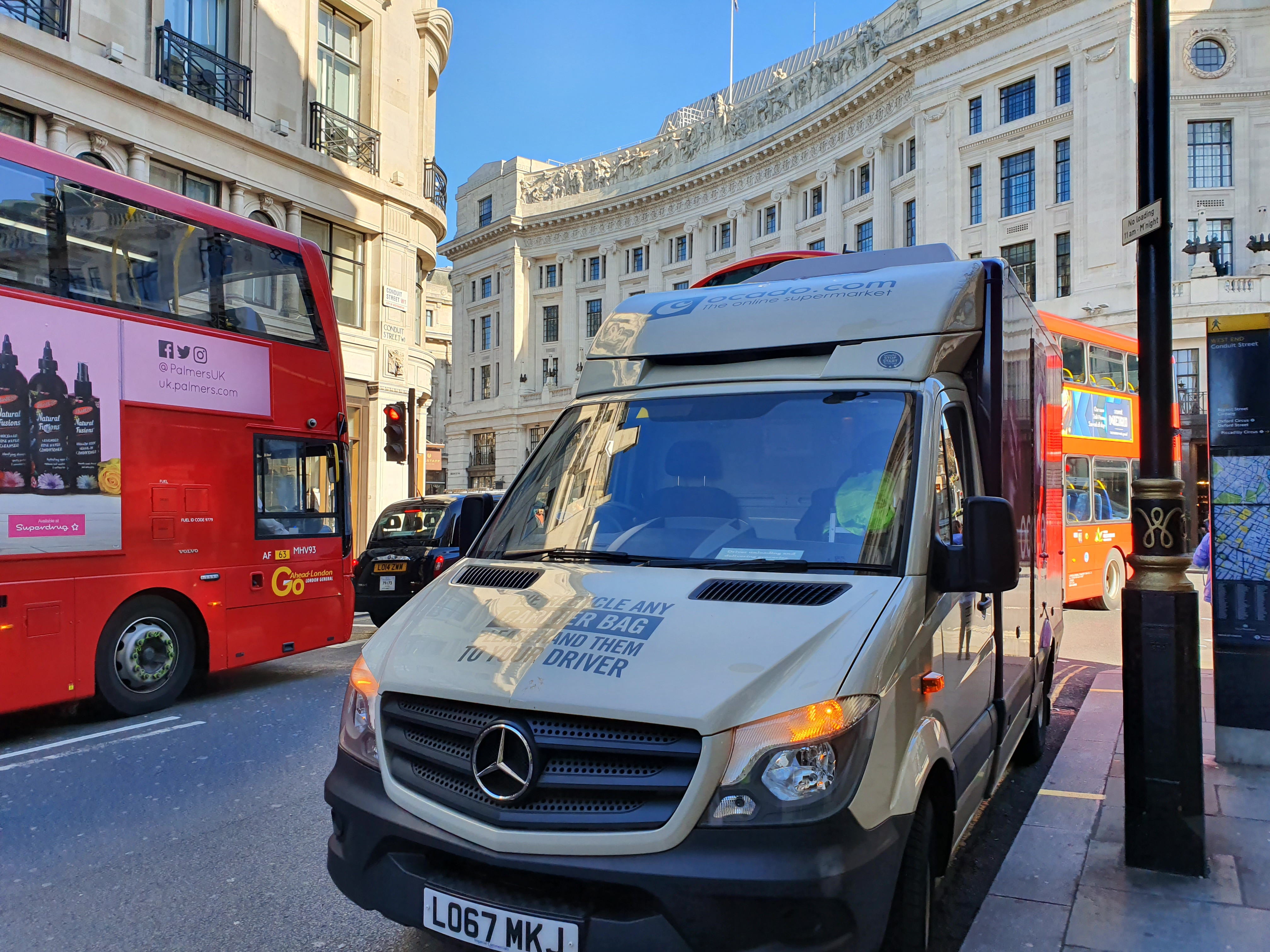
Ocado-Lieferwagen in London

Ocado wurde im April 2000 unter dem Namen L.M. Solutions durch drei ehemalige Investmentbanker von Goldman Sachs gegründet (darunter Tim Steiner, aktueller CEO).
Im Oktober 2000 ging die Firma eine Partnerschaft mit der britischen Supermarktkette Waitrose ein.
Im Jahr 2001 firmierte das Unternehmen in Ocado um.
Die ersten Lieferungen an Kunden erfolgten im Jahr 2002.
Im Juli 2010 erfolgte der Börsengang in London.
2015 wurde die Ocado Smart Platform (OSP) vorgestellt, eine eigens entwickelte umfassende Technologieplattform für Onlinehändler. Die Plattform unterstützt Einzelhändler mit Webshop, mobilen Anwendungen und Sprachbestellungen für ihre Endverbraucher.
Die Warenlager von Ocado Group, die als „Customer Fulfillment Centers“ (CFC) bezeichnet werden, sind neben der Store-Pick-Technologie, die sie an ihre Partner verkauft, auch Teil der Plattform. OSP unterstützt auch die Last-Mile-Technologie, die Flottenmanagement, Routing und Lieferplanung umfasst. Bis 2020 wurde die von Ocado angebotene Softwarelösung international u. a. von Kunden wie Casino (Frankreich), Sobeys (Kanada), ICA Gruppen (Schweden), Kroger (USA), Coles (Australien) verwendet.
Mit der zunehmenden Entwicklung hin zu einem Systemhaus für Drittkunden im Lebensmitteleinzelhandel wurde im Februar 2019 ein Anteil von 50 % am eigenen Onlineshop Ocado an Marks & Spencer verkauft.
Im Zuge dieses Joint Venture, wurde 2020 das bisher vertriebene Waitrose-Sortiment durch die Marken von Marks & Spencer ersetzt.